# Талан (Кот-д’Ор)
Тала́н (фр. Talant) — коммуна во Франции, находится в регионе Бургундия. Департамент коммуны — Кот-д’Ор. Входит в состав кантона Фонтен-ле-Дижон. Округ коммуны — Дижон.
Код INSEE коммуны — 21617.

## Население
Население коммуны на 2010 год составляло 11 475 человек.
| 1962 | 1968 | 1975 | 1982   | 1990   | 1999   | 2010   |
| ---- | ---- | ---- | ------ | ------ | ------ | ------ |
| 1988 | 3210 | 4436 | 11 665 | 12 860 | 12 172 | 11 475 |

## Экономика
В 2010 году среди 7326 человек трудоспособного возраста (15—64 лет) 5141 были экономически активными, 2185 — неактивными (показатель активности — 70,2 %, в 1999 году было 70,5 %). Из 5141 активных жителей работали 4608 человек (2272 мужчины и 2336 женщин), безработных было 533 (264 мужчины и 269 женщин). Среди 2185 неактивных 788 человек были учениками или студентами, 823 — пенсионерами, 574 были неактивными по другим причинам.